# Lanmei Airlines
Lanmei Airlines (Camboya) Co., Ltd (en camboyano: ឡាន ម៉ី អ៊ែ រឡាញ; en chino, 澜 湄 航空) es una aerolínea de bajo costo registrada en Camboya.
Lanmei Airlines y Cambodian MJ Airlines también firmaron el acuerdo de cooperación estratégica en noviembre de 2018. 

## Historia
Con sede en Nom Pen y Siem Riep, Lanmei Airlines es una compañía local de transporte aéreo de Camboya. Lanmei es la abreviatura del río Lancang-Mekong. El río Lancang se origina en el suroeste de China y se conoce como Mekong a medida que fluye a través de Birmania, Laos, Tailandia, Camboya, Vietnam y en el Mar de la China Meridional. 
La compañía planea operar servicios regulares de pasajeros desde Nom Pen, utilizando la familia A320. La puesta en marcha recibió en principio la aprobación del gobierno camboyano. Lanmei Airlines comenzó cuatro veces a la semana los servicios de Nom Pen-Hanói y Nom Pen-Siem Riep-Ciudad Ho Chi Minh el 15 de septiembre de 2017 y tres veces a la semana el servicio de Nom Pen-Siem Riep-Macao-Nom Pen el 16 de septiembre de 2017.

## Destinos
Lanmei Airlines sirve los siguientes destinos: 
| Países    | Destinos           | Aeropuertos                                                |
| --------- | ------------------ | ---------------------------------------------------------- |
| Camboya   | Nom Pen            | Aeropuerto Internacional de Phnom Penh (hub principal)     |
| Camboya   | Siem Riep          | Aeropuerto Internacional de Angkor (hub secundario)        |
| Camboya   | Sihanoukville      | Aeropuerto Internacional de Sihanoukville (hub secundario) |
| China     | Cantón             | Aeropuerto Internacional de Cantón-Baiyun                  |
| China     | Changsha           | Aeropuerto Internacional de Changsha-Huanghua              |
| China     | Chengdu            | Aeropuerto Internacional de Chengdu-Shuangliu              |
| China     | Fujian             | Aeropuerto Internacional de Fuzhou-Changle                 |
| China     | Guiyang            | Aeropuerto Internacional de Guiyang-Longdongbao            |
| China     | Jieyang            | Aeropuerto Internacional de Jieyang-Chaoshan               |
| China     | Nanchang           | Aeropuerto International de Nanchang-Changbei              |
| China     | Nankín             | Aeropuerto Internacional de Nankín-Lukou                   |
| China     | Nanning            | Aeropuerto Internacional de Nanning-Wuxu                   |
| China     | Shenzhen           | Aeropuerto Internacional de Shenzhen-Bao'an                |
| China     | Shijiazhuang       | Aeropuerto Internacional de Shijiazhuang-Zhengding         |
| China     | Tianjin            | Aeropuerto Internacional de Tianjin-Binhai                 |
| China     | Wuhan              | Aeropuerto Internacional de Wuhan-Tianhe                   |
| China     | Xiamen             | Aeropuerto Internacional de Xiamen-Gaoqi                   |
| China     | Xi’an              | Aeropuerto Internacional de Xi'an-Xianyang                 |
| Filipinas | Manila             | Aeropuerto Internacional Ninoy Aquino                      |
| Hong Kong | Hong Kong          | Aeropuerto Internacional de Hong Kong                      |
| Macao     | Macau              | Aeropuerto Internacional de Macao                          |
| Malasia   | Kuala Lumpur       | Aeropuerto Internacional de Kuala Lumpur                   |
| Singapur  | Singapur           | Aeropuerto Internacional de Singapur                       |
| Tailandia | Bangkok            | Aeropuerto Internacional Suvarnabhumi                      |
| Vietnam   | Ciudad Ho Chi Minh | Aeropuerto Internacional de Tan Son Nhat                   |

## Flota histórica
| Aeronaves       | Total | Introducido | Retirado | Matrículas                                      |
| --------------- | ----- | ----------- | -------- | ----------------------------------------------- |
| Airbus A319-100 | 3     | 2018        | 2020     | XU-963, XU-971 y XU-983                         |
| Airbus A320-200 | 6     | 2017        | 2024     | XU-901, XU-903, XU-928, XU-978, XU-991 y XY-AGO |
| Airbus A321-200 | 2     | 2017        | 2023     | XU-919 y XU-961                                 |